# Kokoszki (Pomerania)
Kokoszki [pronunciación en polaco: /kɔˈkɔʂki/] (en alemán: Sandkaten) es un poblamiento en el distrito administrativo de Gmina Główczyce, dentro del condado de Słupsk, Voivodato de Pomerania, en el norte de Polonia. Se encuentra aproximadamente a 13 kilómetros al sureste de Główczyce, 36 kilómetros al este de Słupsk, y 75km al oeste de la capital regional, Gdańsk.
Antes de 1945, el área era parte de Alemania. Para la historia de la región, véase Historia de Pomerania.
El poblamiento tiene una población de 3 habitantes.